# Oesterdeichstrich
Oesterdeichstrich là một đô thị thuộc huyện Dithmarschen, trong bang Schleswig-Holstein, nước Đức. Đô thị Hemme có diện tích 4,64 km², dân số thời điểm 31 tháng 12 năm 2005 là 273 người.